# Frans Bæckström
Frans Eric August Bæckström (i riksdagen kallad Bæckström i Örebro, senare Bæckström i Grytsäter), född 14 oktober 1849 i Vitaby socken, Kristianstads län, död 26 juni 1935 i Tysslinge församling, Örebro län, var en svensk direktör och domänintendent och politiker (högerman).

## Biografi
Bæckström var son till fabriksidkaren Johan Fredrik Bæckström och Carolina Nordbladh. Han tog studentexamen i Jönköping 1867. 1867 till 1869 var han elev och bokhållare vid Klagstorps lantbruksskola. Började studera 1869 vid Ultuna lantbruksinstitut där han tog examen 1871. 1871 till 1872 var han underlärare vid Klagstorps lantbruksskola. 1872 till 1876 var han inspektor vid Bjärka-Säby slott. 1876 till 1884 var han godsförvaltare vid Trystorp i Tångeråsa socken. Vice verkställande direktör i Örebro enskilda bank 1894, verkställande direktör 1906 till 1908, 1908 till 1918 ordförande i styrelsen för denna. Bæckström var 1902 till 1925 tillförordnad domänintendent i Örebro län. 1899 till 1910 var han ledamot av Örebro stadsfullmäktige samt ledamot och ordförande av Örebrö stads drätselkammare 1900 till 1902. Ledamot av styrelsen för Hjälmarens och Kvismarens sjösänkningsbolag 1905 till 1928.
Han ägde Smedberga i Edsbergs socken 1883 till 1884, Sälven i Hidinge socken 1889 till 1893, Holmtorp i Hidinge socken från 1894 samt en fastighet i Grytsäter i Tysslinge socken. Var arrendator av Körtingsberg i Viby socken 1885 till 1889.

### Riksdagsman
Frans Bæckström var ledamot av första kammaren 1908–1911, invald i Örebro läns valkrets. Han tillhörde Första kammarens protektionistiska parti 1908–1909 och Det förenade högerpartiet 1910–1911.

### Familj
Bæckström gifte sig 1874 med Jenny Albertina Bergström (född 1853 i Hedvig Eleonora församling i Stockholm, död 1949 i Tysslinge), dotter till handelsmannen och bagaren Anders Gustaf Bergström och Clara Ulrica Rudebeck. Paret fick tre barn:
- Maria, född 1875
- Frans Gustaf Fredrik, född 1877
- Carl Erik August, född 1879